# Andrzej Molski
Andrzej Molski – polski chemik, dr hab. nauk chemicznych, profesor zwyczajny Zakładu Chemii Fizycznej Wydziału Chemii Uniwersytetu im. Adama Mickiewicza w Poznaniu.

## Życiorys
W 1985 uzyskał doktorat, a 29 maja 1995 uzyskał stopień doktora habilitowanego na podstawie rozprawy zatytułowanej Teoria statystyczna reakcji kontrolowanych przez dyfuzję. 17 maja 2006 otrzymał tytuł naukowy profesora w zakresie nauk chemicznych. Pracował na stanowisku profesora nadzwyczajnego w Zakładzie Chemii Fizycznej oraz w Pracowni Dynamiki Procesów Fizykochemicznych na Wydziale Chemii Uniwersytetu im. Adama Mickiewicza w Poznaniu.
Pełni funkcję profesora zwyczajnego Zakładu Chemii Fizycznej Wydziału Chemii Uniwersytetu im. Adama Mickiewicza w Poznaniu.

## Publikacje
- 2005: A systematic study of global analysis of diffusion-mediated fluorescence quenching data[1]
- 2009: Estimation of single-molecule blinking parameters using photon counting histogram[1]
- 2015: A coarse-grained MARTINI-like force field for DNA unzipping in nanopores[1]
- 2016: Diffusive dynamics of DNA unzipping in a nanopore[1]